# Азанчеевы
Азанче́евы (Азанчевские) — древний русский дворянский род.
Дворяне с XVII века. Возводятся в дворянство от московского дворянина, жалованного поместьями (1657), Василия Мартемьяновича Азанчеева (1658),  записаны в VI часть родословных книг губерний Смоленской и Московской.

## Описание герба
В щите имеющем серебряное поле изображена Рука из Облака выходящая с тремя Стрелами, остриями крестообразно обращёнными вниз.
Щит увенчан дворянскими шлемом и короной. Намёт на щите серебряный, подложенный красным. Герб рода Азанчеевых внесён в Часть 3 Общего гербовника дворянских родов Всероссийской империи, стр. 93.

## Известные представители
- Азанчеев Филимон Васильевич — московский дворянин (1665—1677).
- Азанчеевы: Иван, Данила и Дмитрий Васильевичи — стольники (1686—1692)[3].
- Азанчеев, Александр Матвеевич (1870—1937) — инженер-изыскатель, комиссар Мурманской железной дороги (1917).
- Азанчеев, Георгий Дмитриевич (1859—1920) — горный инженер, действительный статский советник.
- Азанчевский-Азанчеев, Всеволод Николаевич (1864—после 1914) — российский государственный деятель, томский губернатор.